# Nautactis
Nautactis is een geslacht van zeeanemonen uit de klasse van de Anthozoa (bloemdieren).

## Soort
- Nautactis purpurea Moseley, 1877